# Humanistisch Verbond (Nederland)

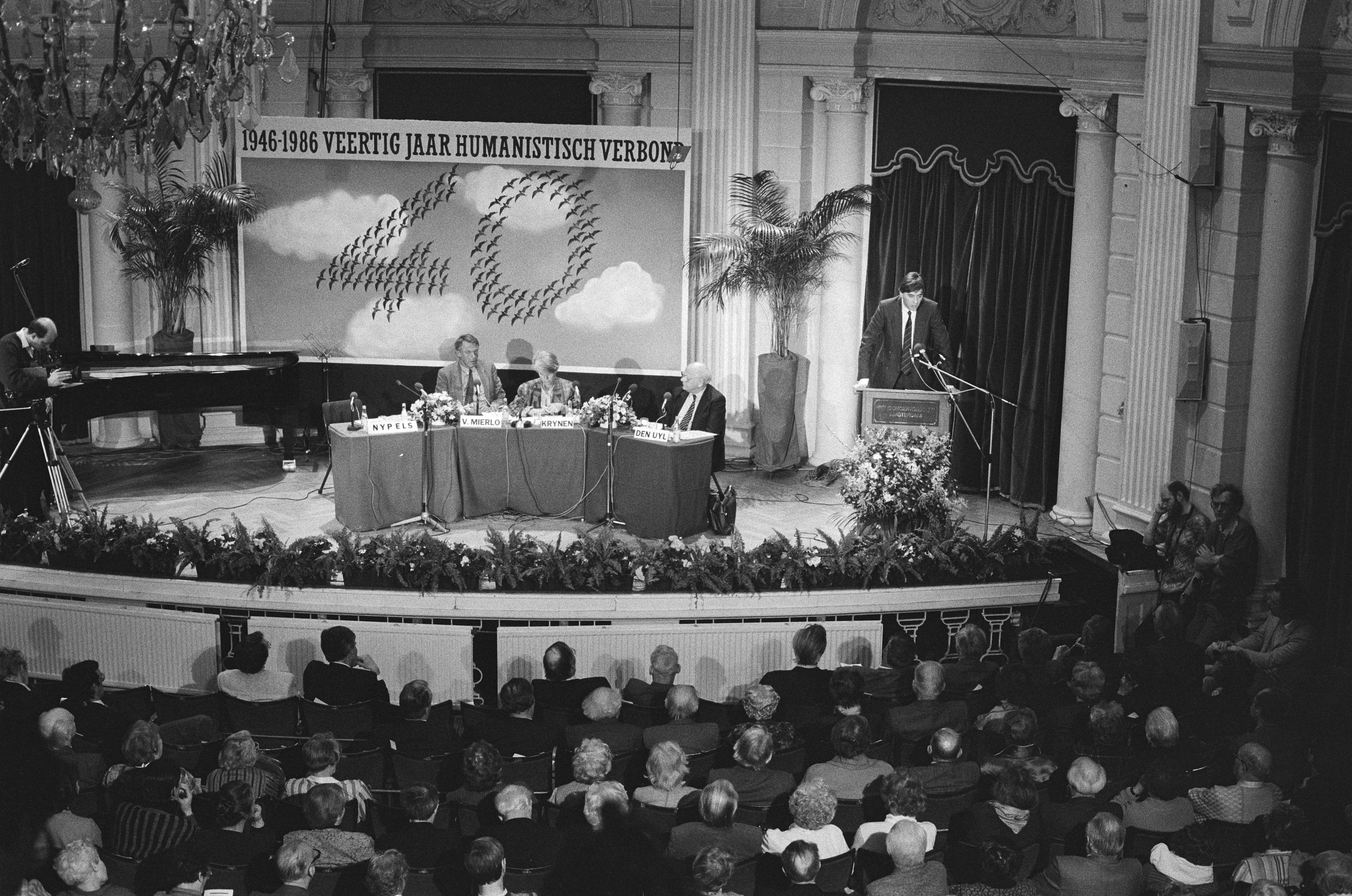
Viering van het veertigjarig jubileum van het Humanistisch Verbond, 1986

Het Humanistisch Verbond (HV) is een Nederlandse vereniging op humanistische grondslag.

## Uitgangspunten
Het uitgangspunt van het Humanistisch Verbond is dat iedereen verantwoordelijk is voor zijn of haar eigen handelen en daarnaast ook medeverantwoordelijkheid draagt voor omgeving en medemens. Het Humanistisch Verbond maakt zich sterk voor waarden als zelfbeschikking, gelijke behandeling en verdraagzaamheid. Daarbij staat de keuzevrijheid van individuen en eigen verantwoordelijkheid centraal. Het verbond zegt op te staan als vrijheden rond leven, liefde, denken en dood bedreigd worden. Het Humanistisch Verbond geeft vorm aan een niet-godsdienstige levensbeschouwing; de meeste leden zien zichzelf naast humanist als atheïst of agnost.
Het Humanistisch verbond profileert zich met uitspraken als:
- Vrij denken, samen leven
- Het Humanistisch Verbond wil een inspiratiebron en ontmoetingsplaats zijn. Het behartigt tevens de belangen van mensen die zich in het humanisme herkennen.

## Nederland
Het Humanistisch Verbond (HV) werd opgericht in februari 1946 als reactie op het 'geestelijk nihilisme' - dat mede had geleid tot de verschrikkingen van de Tweede Wereldoorlog - en de achterstelling van ongodsdienstigen in Nederland. Initiatiefnemers waren onder meer Jaap van Praag, Garmt Stuiveling en Jan Brandt Corstius. Ook de weduwe van de vooraanstaande vrijdenker en humanist Leo Polak, Henriette Polak, was nauw bij de oprichting betrokken. Zij wordt wel de "moeder van het Humanistisch Verbond" genoemd. Doelstelling van het HV is het verenigen van alle humanisten en het verdiepen, verbreiden en verdedigen van de humanistische levensovertuiging. Het Humanistisch Verbond is ook opgericht om niet-gelovigen - de zogenaamde buitenkerkelijken - een levensbeschouwelijk 'onderdak' te bieden.
Onder het motto 'Vrij denken samen leven' koerst het HV op drie kerntaken:
- Het formuleren van humanistische perspectieven op actuele levensbeschouwelijke en persoonlijke vragen;
- Het opkomen voor vrijheden rond leven, liefde, denken en dood en een humane samenleving.
- De versterking en profilering van humanistische diensten, waaronder humanistische geestelijke verzorging, humanistische uitvaartbegeleiding en Humanistisch Vormingsonderwijs

Het Humanistisch Verbond is een van de oprichters van de Nederlandse humanistische koepelorganisatie de Humanistische Alliantie.
Het verbond heeft een ledenblad, 'HUMAN INC.'

### Voorzitters
Voorzitters van het Humanistisch Verbond waren:
- J. Hoetink (1946)
- J.P. van Praag (1946-1969)
- Max Rood (1969-1977)
- Rob Tielman (1977-1987)
- Jan Glastra van Loon (1987-1993)
- Paul Cliteur (1993-1995)
- Roy Geurs (a.i.) (1995-1996)
- Marjan Verkerk (1996-1998)
- Liesbeth Mulder (1998-2001)
- Frits van Vugt (2001-2003)
- Roger van Boxtel (2003-2005)
- Rein Zunderdorp (2005-2012)
- Boris van der Ham (2012-2020)
- Mardjan Seighali (2020–2025)[4]
- Remco Peeters (interim, 2025 - heden)[2]

### Gelieerde Nederlandse organisaties
Vanuit de zendende positie van het Humanistisch Verbond zijn er de afgelopen decennia verschillende Humanistische organisaties opgericht. Dat heeft geleid tot de Universiteit voor Humanistiek, de enige universiteit ter wereld op humanistische grondslag. Ook omroep HUMAN heeft een oorspronkelijke humanistische traditie. Ontwikkelingsorganisatie Hivos komt wereldwijd op voor een democratisch, groene samenleving, en maakt zich hard voor de rechten van vrouwen en LGTBQ. Via de Humanistische Alliantie werkt het Humanistisch Verbond ook samen met Humanitas die maatschappelijke ondersteuning biedt. In 2022 is de belangenorganisatie Ava opgericht uit initiatief van het Humanistisch Verbond. Deze organisatie zet zich in voor de rechten rondom anticonceptie en abortus.

### Internationale relaties
In Europa werken humanistische organisaties samen in de European Humanist Federation (EHF) en Humanists International. In 1952 stelde Humanists International de Amsterdam Declaration op, waarin werd vastgelegd wat humanisten wereldwijd verbindt.

## Spraakmakende activiteiten

### Humanistische geestelijke verzorging
Oprichter Jaap van Praag heeft vanaf de start van het Humanistisch Verbond geijverd voor geestelijke verzorging vanuit Humanistische grondslag. Het streven om voor humanistische raadslieden gelijke rechten te verwerven als voor ambtsdragers van religieuze stromingen stuitte op verzet van de bisschoppen van de katholieke kerk in het Bisschoppelijk mandement van 1954. Ingegeven door de groeiende hoeveelheid niet-godsdienstige Nederlanders, en de wens voor gelijke behandeling, heeft het streven van het genootschap sinds de jaren 1960 steeds meer vorm gekregen. Het HV is daarmee een zogenaamde zendende organisatie, hetgeen inhoudt dat het bevoegd is om humanistische geestelijke verzorging te geven en een 'vrijplaats' te bieden in hun werk. Dat betekent dat humanistische geestelijk verzorgers een zelfstandige rol hebben in het verlenen van immateriële ondersteuning. Binnen gevangenissen, voor militairen bij Defensie en in de gezondheidszorg zijn humanistisch geestelijk verzorgers actief. Ze vormen daarmee het niet-godsdienstige alternatief voor geestelijk verzorgers van religieuze zending, zoals katholieken, protestanten, moslims, joden en hindoes.

### Opkomen voor gelijke rechten van vrouwen en homo's
Naast een levensbeschouwelijke organisatie heeft het Humanistisch Verbond zich ook vanaf de oprichting uitgesproken over tal van maatschappelijke onderwerpen. De wettelijke achterstand van vrouwen, doordat zij door het huwelijk handelingsonbekwaam werden, was humanisten een doorn in het oog. In 1957 werd deze wettelijke regel afgeschaft. Het Humanistisch Verbond kwam ook teweer tegen de achterstelling van homo's, lesbiennes en biseksuelen. Het wetsartikel 248bis discrimineerde homo's ten opzichte van hetero's. In 1971 werd deze wet afgeschaft. Vele humanisten hebben ook in de verdere homo-emancipatie een grote rol gespeeld, zoals Rob Tielman. In januari 2019 verscheen een Nederlandse vertaling van de Amerikaanse Nashvilleverklaring uit protestante hoek. De ondertekenaars, meest afkomstig uit orthodox protestantse kringen spraken zich daarin onder andere uit tegen lgbt-seksualiteit, transseksualiteit, het homohuwelijk en overspel. Als reactie op de Nashvilleverklaring stelden Boris van der Ham, als voorzitter van het Humanistisch Verbond, en Joost Röselaers, predikant van de Remonstranten, een Liefdesverklaring op die op het internet ondertekend kon worden. In enkele weken hadden 52.000 mensen de verklaring ondertekend. Op 15 januari 2019 werd de verklaring door de Tweede Kamer in ontvangst genomen.

### Artikel 1 van de grondwet
Het Humanistisch Verbond heeft zich in de jaren ’70 van de vorige eeuw hard gemaakt om die gelijke behandeling vast te leggen in de grondwet. Sinds de grondwetswijziging van 1983 staat in de grondwet dat je niet gediscrimineerd mag worden op basis van godsdienst én levensovertuiging. Ook in de Algemene Wet Gelijke Behandeling is deze formulering opgenomen. Het biedt hiermee bescherming aan mensen die een niet-godsdienstige levensbeschouwing hebben. Het Humanistisch Verbond steunde actief het verder uitbreiden van Artikel 1 met 'handicap en seksuele gerichtheid'. Het wetsvoorstel hiertoe was geschreven door toenmalig Kamerlid Boris van der Ham, die tussen 2012 en 2020 voorzitter was.

### Vrijheid van levensbeschouwing
Dankzij het werk van Humanists International zitten humanisten aan tafel bij de grote internationale organisaties zoals de Verenigde Naties. Hun Freedom of Thought-rapport speelt een cruciale rol in het werk van humanistische organisaties over de hele wereld. Sinds 2013 biedt het Humanistisch Verbond jaarlijks dit rapport aan bij de Nederlandse regering en de Tweede Kamer. Dit leidde tot twee documentaires in samen werking met omroep Human: Onder Ongelovigen en Ongelovig – Vrijdenkers op de vlucht, dat handelde over atheïstische asielzoekers in Nederland. Ook in Nederland is de positie van niet-godsdienstigen soms problematisch. Vooral afvalligen uit streng-protestantse denominaties, de Jehova's getuigen en de islam kunnen rekenen op grote sociale gevolgen. Met het boek 'Nieuwe Vrijdenkers' hebben Rachid Benhammou en Boris van der Ham 12 Nederlandse voormalige moslims geïnterviewd. Het heeft ook geleid tot een platform voor ex-moslims die in Nederland zijn opgegroeid.